# Stanisław Moniuszko
Stanisław Moniuszko (født 5. maj 1819 i Ubiel ved Minsk, død 4. juni 1872 i Warszawa) var en polsk komponist. Han komponerede operetter, balletter, operaer og sange fyldt af patriotisme og polske folkemotiver. Med operaen Halka anerkendes han almindeligvis som grundlæggeren af Polens nationalopera.